# Tractus corticospinalis
De tractus corticospinalis, beter bekend als de piramidebaan, wordt gevormd door de axonen van het centraal motorisch neuron (CMN). De baan doorloopt achtereenvolgend de volgende structuren:
- de corona radiata (in de hemisfeer)
- de capsula interna  (langs de thalamus)
- de pedunculi cerebri (in het mesencephalon)
- de basis pontis
- de pyramis medullae oblongatae (waaraan de structuur zijn naam piramidebaan te danken heeft)
- het ruggenmerg

De axonen van de tractus corticospinalis eindigen zowel op interneuronen als op motorische neuronen in de motorische voorhoorn.
De signalen uit deze baan zijn verantwoordelijk voor al onze bewuste, willekeurige bewegingen.

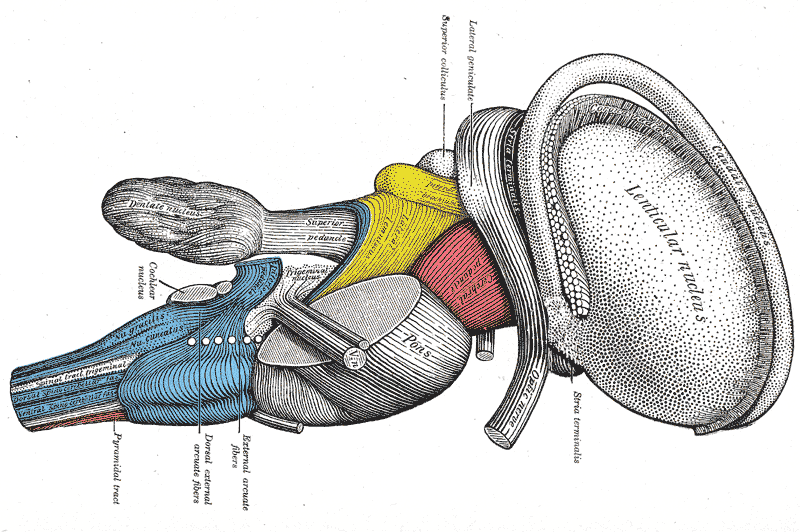
Dissectie van de hersenstam. Lateraal aanzicht.
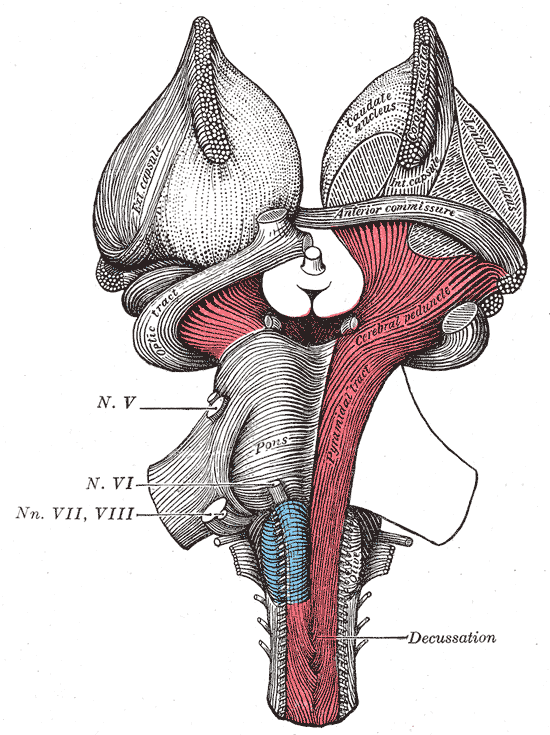
Dissectie van de hersenstam. Ventraal aanzicht.
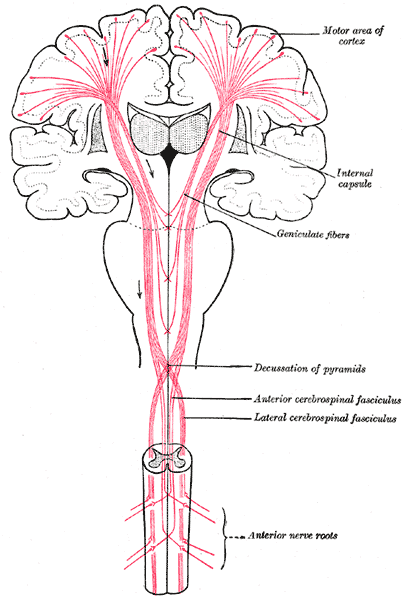
The motor tract.
Medulla spinalis
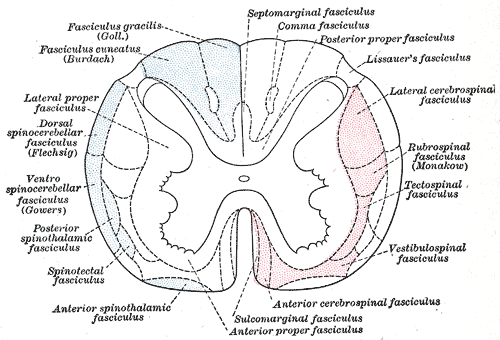
Diagram van de fasciculus principalis van het ruggenmerg